# Sint-Mariakapel (Aengenesch)
De Bedevaartskapel Sint-Maria (Duits: Wallfahrtskapelle St. Maria) is een rooms-katholiek kerkgebouw in Aengenesch, een buurtschap behorend tot Kapellen (gemeente Geldern) in Noordrijn-Westfalen, Duitsland.

## Geschiedenis
De kapel werd omstreeks 1430 als eenschepig gebouw van drie traveeën met een kruisribgewelf en een koor met een 3/8 afsluiting opgericht. Het kerkgebouw werd in 1720 met nog een travee naar het westen vergroot en voorzien van een nieuwe barokke gevel. Renovaties vonden plaats in de jaren 1931-1932 en 1981-1983. In het noorden werd een sacristie aangebouwd. De toenmalige sacristie in het zuiden werd als Bergkapel ingericht.

## Bedevaart
Rond 1430 werd een Madonnabeeld in een boom gevonden. De bewoners bouwden op de plaats een bedevaartskapel, die in 1431 door de Keulse hulpbisschop Koenrad van Arnsberg werd ingewijd. Daarna ontwikkelde de kapel zich tot een regionaal bedevaartsoord.

## Inrichting
- Drie van de ramen in het polygonale koor tonen scènes uit de kindertijd van Jezus. Ze werden in 1886 ontworpen door F. Stummel.
- De neogotische altaaropzet uit 1885 werd met oudere delen aangevuld. In het bovenste deel van het altaar staat een beeld van de Moeder Gods uit 1470-1480. In de neogotische tijd werd het beeld de huidige kleuren gegeven.
- In de kerk bevindt zich een piëta uit de 16e eeuw. De kleuren gingen verloren en het beeld is donker gebeitst.
- Het genadebeeld, een voorstelling van Moeder der Smarten, staat in de zijkapel.